# ديفيد روبرتس (لاعب هوكي الجليد)
ديفيد روبرتس (بالإنجليزية: David Roberts)‏ هو لاعب هوكي الجليد أمريكي، ولد في 28 مايو 1970 في ألاميدا في الولايات المتحدة.

## وصلات خارجية
- دايفيد روبرتس على موقع دوري الهوكي الوطني (الإنجليزية)
- دايفيد روبرتس على موقع قاعة مشاهير الهوكي (لاعب أن.إتش.أل) (الإنجليزية)
- دايفيد روبرتس على موقع EliteProspects.com (الإنجليزية)
- دايفيد روبرتس على موقع HockeyDB.com (الإنجليزية)
- دايفيد روبرتس على موقع Hockey-Reference.com (الإنجليزية)
- دايفيد روبرتس على موقع أوليمبيديا (الإنجليزية)